# Pleurophyllum speciosum
La margherita delle isole Campbell (Pleurophyllum speciosum) è una megaerba della famiglia delle Asteraceae, diffusa nelle omonime isole della Nuova Zelanda.

## Descrizione
Le enormi foglie di questa pianta si dispongono a formare rosette larghe più di un metro e venti; i fiori, rosso chiari o lillà, posti su steli alti circa 60 cm.